# Over (Cricket)
Over bezeichnet beim Cricket eine Serie von sechs nacheinander absolvierten Würfen durch denselben Bowler.

## Regeln
Nur faire, das heißt regelkonforme Bälle zählen zu diesen sechs gebowlten Bällen. Insbesondere No Balls und Wides müssen also wiederholt werden, notfalls solange, bis sechs faire Bälle gebowlt wurden.
Kein Bowler darf zwei Over unmittelbar nacheinander absolvieren. Diese werden immer abwechselnd von den beiden Enden der Pitch aus gebowlt.
Im One-Day Cricket, dessen Innings immer durch eine vorher festgelegte Overzahl begrenzt sind, gibt es über die Cricketregeln hinausgehend oft noch eine Overbegrenzung pro Bowler. Üblicherweise darf ein Bowler maximal ein Fünftel der Over eines Innings absolvieren. Im First-Class-Cricket wird meist pro Spieltag eine Mindestoverzahl festgelegt, um Spielverzögerungen zu erschweren. So verhängt der ICC bei zu geringer Overzahl bei internationalen Spielen gegen die bowlende Mannschaft Strafen. Diese reichen von Geldstrafen (10 % der Spieleinnahmen jedes Spielers für jedes fehlende Over und der Kapitän das Doppelte) bis zu Spielsperren für den Kapitän im Wiederholungsfall.
Als Maiden Over wird ein Over bezeichnet, in dem der Bowler keine Runs verschuldet hat. Das bedeutet, dass außer Byes und Leg Byes keine Runs erzielt wurden.

## Taktische Erwägungen der Feldmannschaft
Das Over kann als die kleinste Einheit beim Planen einer Taktik für die Feldmannschaft betrachtet werden. Der Bowler und sein Kapitän werden sich für die sechs Bälle einen Plan zurechtlegen. Beispielsweise werden ein paar Bälle in gleicher Weise geworfen, um dann einen überraschenden schnelleren oder langsameren Ball oder einen mit viel Spin folgen zu lassen.
Der Kapitän der Feldmannschaft darf jederzeit entscheiden, sofern er sich an die oben genannten Regeln hält, welcher Feldspieler das nächste Over bowlen wird. Doch meist wird er den entsprechenden Spieler rechtzeitig vorwarnen, so dass dieser sich schon darauf einstellen und vorher warm machen kann, letzteres jeweils nur in der kurzen Zeit zwischen zwei Bällen, denn bis zu seinem Over hat er die Aufgaben eines normalen Feldspielers zu erfüllen.
Im Allgemeinen werden sich zwei Bowler für jeweils einige Over mit dem Bowlen abwechseln, wie oben erklärt, jeder von seinem Ende der Pitch aus. Irgendwann werden sie müde oder die Batsmen gewöhnen sich an ihre Wurfweise, so dass der Kapitän andere Bowler bestimmen wird. Ein abgesetzter Bowler darf aber jederzeit wieder eingesetzt werden. Solch eine Einsatzperiode, in der man jedes zweite Over bowlt, wird bowling spell genannt.
In einer Mannschaft von elf Spielern sind vielleicht vier bis sechs gute Bowler. Die anderen Spieler werden entsprechend nur selten als Bowler verwendet.

## Taktik aus Sicht der Schlagmannschaft
Wenn zwei sehr unterschiedlich starke Batsmen auf dem Feld sind, kann die Planung für die sechs Bälle des Overs sehr wichtig werden. Der stärkere Batsman wird versuchen, jeweils so viele Runs zu erzielen, dass möglichst wieder er selbst den nächsten Ball empfangen kann. In den ersten Bällen des Overs wird er daher versuchen, eine gerade Anzahl an Runs zu erzielen, manchmal sogar auf einen einzelnen Run verzichten. Beim letzten Ball, oder möglicherweise auch schon beim vorletzten, wenn er wenigstens etwas Vertrauen in die Fähigkeiten des anderen Batsman hat, wird er auf einen Run aus sein. Denn mit dem Beginn des nächsten Overs wird vom anderen Ende der Pitch aus geworfen. Die Batsmen bleiben aber an dem Ende stehen, wo sie sich gerade befinden.
Wenn ein Linkshänder und ein Rechtshänder zusammen sind, können sie durch einzelne Runs den Rhythmus des Bowlers stören, da die Feldspieler entsprechend länger brauchen werden, um sich wieder taktisch richtig aufzustellen.

## Entwicklung der Zahl der Bälle pro Over im Test Cricket
Erst seit dem Jahr 2000 ist die Länge des Overs einheitlich auf sechs Bälle festgelegt. In der vorherigen Regelfassung waren auch Over zu acht Bällen erlaubt, was allerdings selten angewandt wurde. Wie die Auflistung unten zeigt, waren früher verschiedene Overlängen in Gebrauch, erst seit 1979/80 liegt sie in dieser Spielform einheitlich bei sechs Bällen.
Bälle pro Over im Test Cricket:
In England
- 1880 bis 1888   : 4
- 1890 bis 1899   : 5
- 1902 bis 1938   : 6
- 1939            : 8
- 1946 bis heute  : 6

In Australien
- 1876/77 bis 1887/88: 4
- 1891/92 bis 1920/21: 6
- 1924/25            : 8
- 1928/29 bis 1932/33: 6
- 1936/37 bis 1978/79: 8
- 1979/80 bis heute  : 6

In Südafrika
- 1891/92 bis 1898/99: 5
- 1902/03 bis 1935/36: 6
- 1938/39 bis 1957/58: 8
- 1961/62 bis heute  : 6

In Neuseeland
- 1929/30 bis 1967/68: 6
- 1968/69 bis 1978/79: 8
- 1979/80 bis heute  : 6

In Pakistan
- 1954/55 bis 1972/73: 6
- 1974/75 bis 1977/78: 8
- 1978/79 bis heute  : 6

In Indien, den West Indies, Sri Lanka, Simbabwe, Bangladesch und den Vereinigten Arabischen Emiraten (nur Austragungsort) wurden alle Test Matches mit 6-Ball Overn gespielt.

## Super Over
Ein Super Over, auch one over eliminator, ist eine Tie-Break-Methode in T20-Matches und One Day-Internationals, um den Sieger eines Matches zu ermitteln. Die Methode wird meist in Wettbewerben verwendet und wurde 2008 eingeführt. Das offizielle Ergebnis des Matches ist Match tied (Team X won the one-over eliminator). Ein Super Over  unterliegt den gleichen Regeln wie ein normales Over. Es besteht aus sechs Bällen und jedes Team besitzt dabei 2 Wickets. Das Team, das mehr Runs in seinem Super Over erzielt, gewinnt das Match. Sollten beide Teams die gleiche Anzahl an Runs in ihren Super Overs erzielt haben, so gewinnt die Mannschaft, die mehr sechsen in ihrem Innings+ Super Over erzielte. Bei erneutem Gleichstand gewinnt das Team, das mehr sechsen in seinem Innings erzielte.

## Interessante Super Overs
Ein Überblick über bemerkenswerte Super Overs:
- Windies – Neuseeland[1], erstes Match, das unter den Regeln entschieden wurde
- Kolkata Knight Riders – Rajasthan Royals, Indian Premier League[2], tied Super Over, Rajasthan Royals won on the boundary count back rule
- Guyana Amazon Warriors – Trinidad and Tobago red Steel[3], Caribbean Premier League, einziges Wicket Maiden Super Over

## Alternativen
In England wird seit dem Jahr 2021 der Wettbewerb The Hundred ausgetragen, in dem ein Over über zehn Bällen erfolgt, wobei nach fünf der Bowler gewechselt werden kann.